# Toni Rajala
Toni Rajala, född 29 mars 1991 i Parkano, är en finländsk professionell ishockeyspelare som spelar för EHC Biel i NLA.

## Spelarkarriär
Rajala började spela juniorhockey med Tammerforsklubben Ilves säsongen 2005-06. Till säsongen 2007-08 hade han jobbat sig upp till Junior A-nivå i SM-liiga, där han noterades för 35 poäng på 33 matcher. Rajala gjorde sina första matcher med Ilves representationslag under säsongen 2008-09 och gjorde 5 poäng på 21 matcher under sin professionella rookiesäsong i SM-liiga.
Rajala valdes i den första rundan av 2009 års CHL Import Draft som 14:e spelare totalt av Brandon Wheat Kings i Western Hockey League (WHL). Han anslöt till Wheat Kings för WHL-säsongen 2009-10.
Den 16 juli 2009 undertecknade Rajala ett tvåvägskontrakt med Edmonton Oilers. Med den förestående NHL-lockouten säsongen 2012-13 blev han den 15 september 2012 tilldelad Oklahoma City Barons i American Hockey League (AHL). Med utsikter för ännu en säsong i de amerikanska farmarligorna valde Rajala den 25 augusti 2013 att ömsesidigt bryta sitt kontrakt med Oilers. Han återvände till Europa och tecknade den 15 oktober 2013 ett ettårskontrakt med SHL-klubben HV71.
Den 20 maj 2014 bytte HK Jugra Chanty-Mansijsk till sig KHL-rättigheterna till Rajala från Lokomotiv Jaroslavl och dagen efter meddelade klubben att de skrivit ett treårskontrakt med finländaren.
I november 2014 skrev Rajala ett kontrakt med SHL-klubben Färjestad BK. Det blev blott en säsong där, och i maj 2015 skrev han på ett 1-årskontrakt med Luleå HF, i samma liga.
Den 27 juni 2016 lämnade Rajala SHL och skrev ett ettårskontrakt med den schweiziska NLA-klubben EHC Biel. Han blev då åter igen lagkamrat med Jacob Micflikier som lämnade Luleå för Biel i april.

## Spelarstatistik
| 2008–09         | Ilves                 | SM-liiga        | 21  | 2  | 3  | 5  | 0  | 3  | 0 | 0  | 0  | 2 |
| 2009–10         | Brandon Wheat Kings   | WHL             | 60  | 26 | 37 | 63 | 24 | 15 | 4 | 3  | 7  | 8 |
| 2010–11         | Ilves                 | SM-liiga        | 44  | 9  | 13 | 22 | 4  | 6  | 4 | 0  | 4  | 0 |
| 2011–12         | Ilves                 | SM-liiga        | 51  | 16 | 13 | 29 | 24 | —  | — | —  | —  | — |
| 2012–13         | Stockton Thunder      | ECHL            | 29  | 18 | 20 | 38 | 10 | —  | — | —  | —  | — |
| 2012–13         | Oklahoma City Barons  | AHL             | 46  | 17 | 28 | 45 | 16 | 17 | 4 | 12 | 16 | 8 |
| 2013–14         | HV71                  | SHL             | 37  | 13 | 17 | 30 | 12 | 7  | 1 | 4  | 5  | 4 |
| 2014–15         | Jugra Chanty-Mansijsk | KHL             | 21  | 3  | 9  | 12 | 6  | —  | — | —  | —  | — |
| 2014–15         | Färjestad BK          | SHL             | 31  | 14 | 13 | 27 | 12 | 3  | 0 | 2  | 2  | 0 |
| 2015–16         | Luleå HF              | SHL             | 52  | 17 | 15 | 32 | 8  | 11 | 0 | 2  | 2  | 6 |
| SM-liiga totalt | SM-liiga totalt       | SM-liiga totalt | 116 | 27 | 29 | 56 | 28 | 9  | 4 | 0  | 4  | 2 |